# Berg im Drautal
Berg im Drautal osztrák község Karintia Spittal an der Drau-i járásában. 2016 januárjában 1315 lakosa volt.

## Elhelyezkedése

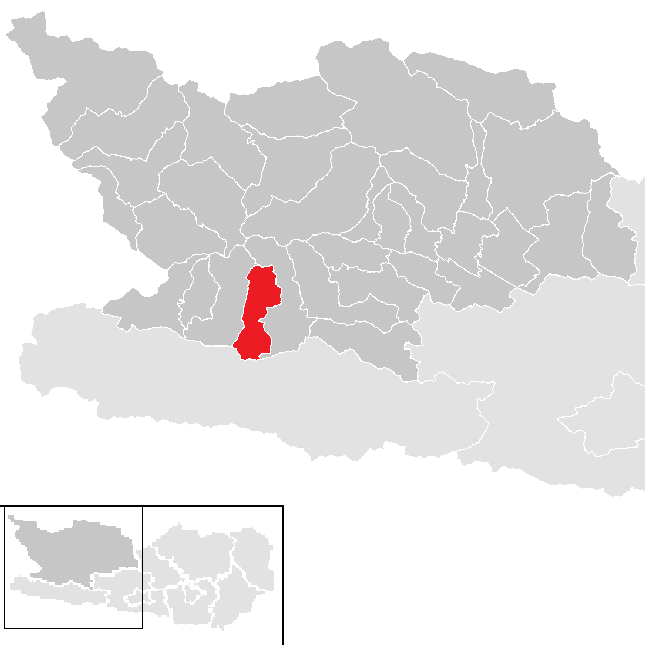
Berg im Drautal a Spittali járásban

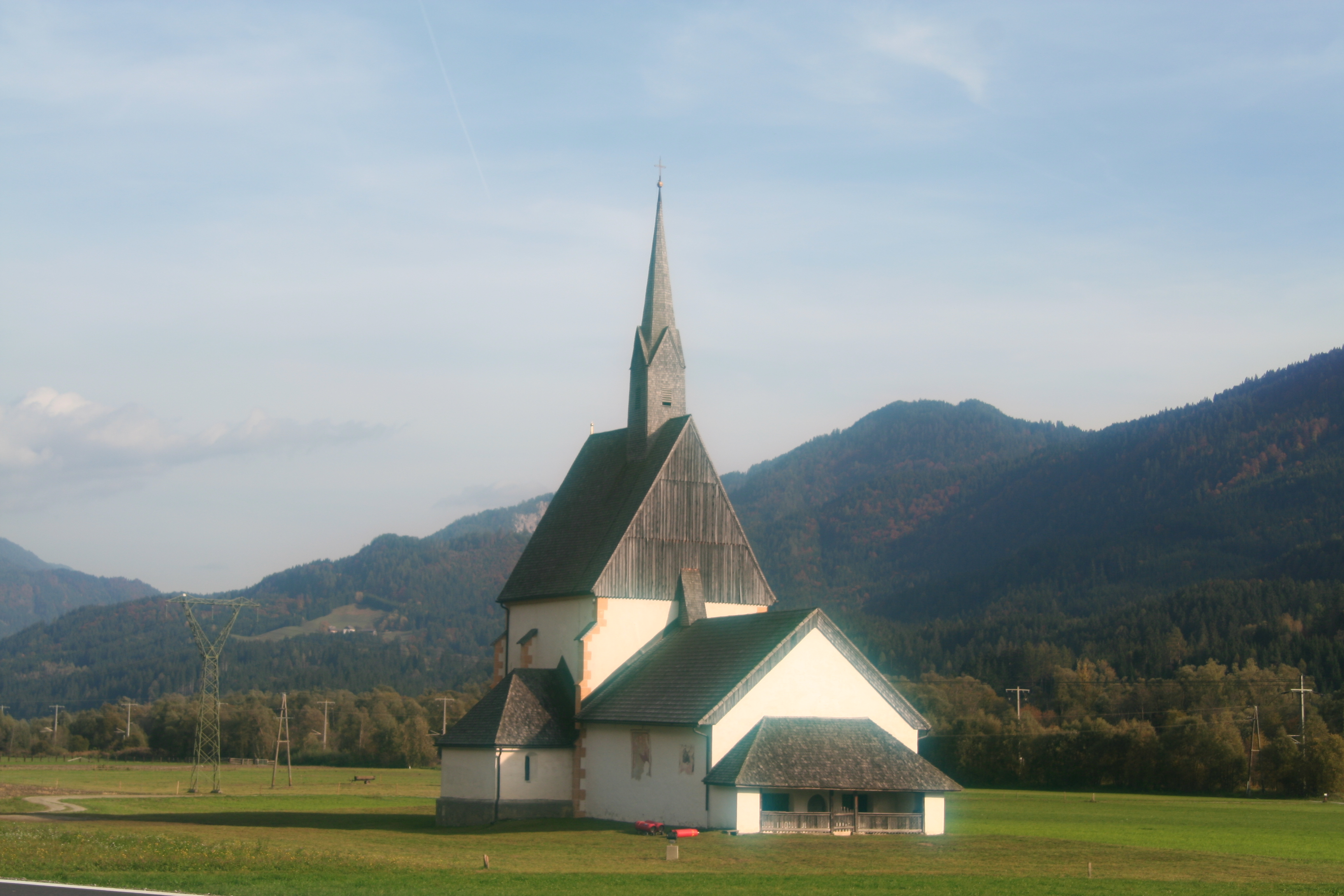
A Szt. Atanáz-templom

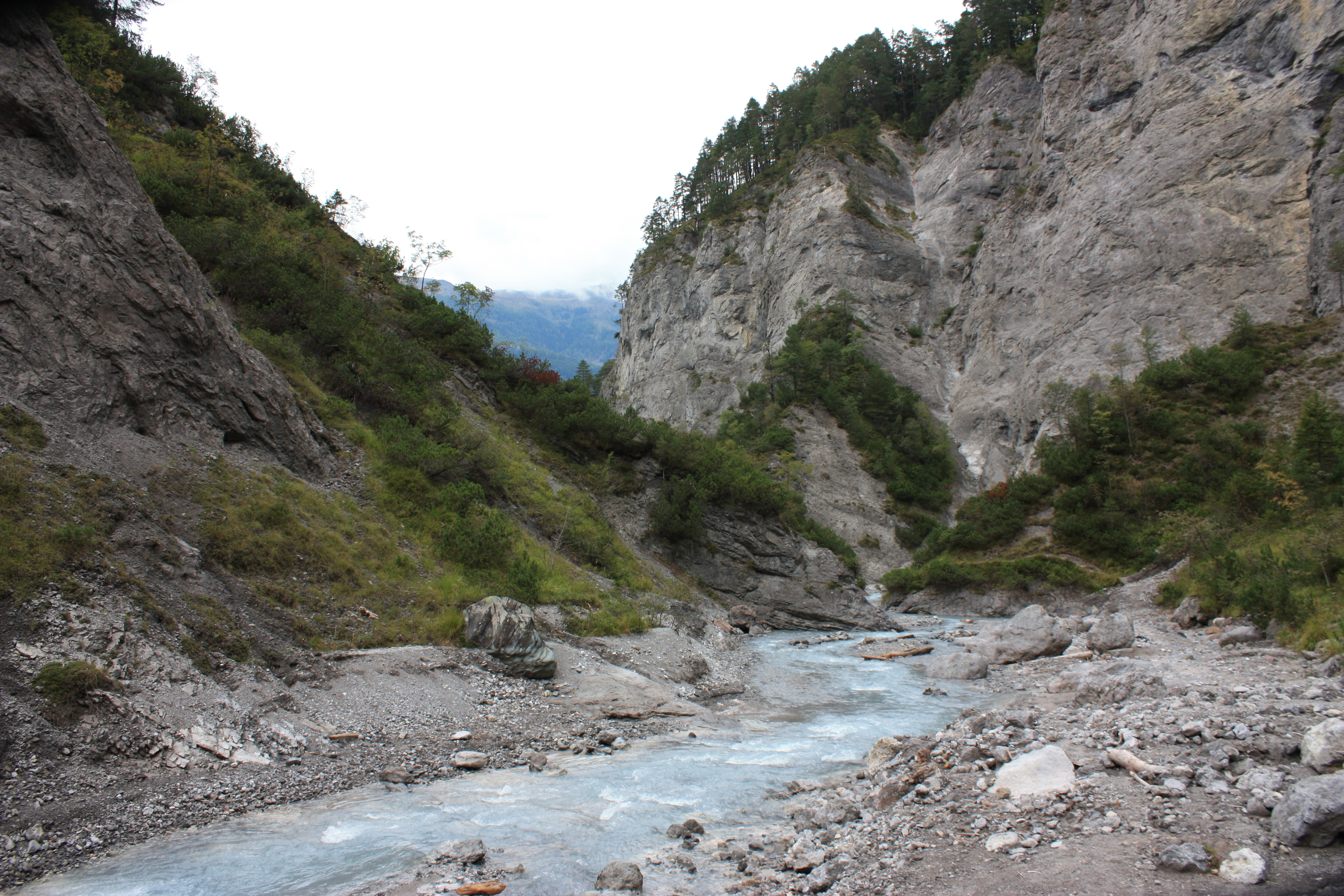
Az Ökör-szurdok (Ochsenschluchtklamm)

Berg im Drautal Karintia nyugati részén fekszik, a felső Dráva-völgyben, a Gailtali-Alpokban, a 2200 méteres Jauken-hegység és a  2800 m magas Kreuzeck-csoport között. Az önkormányzat 9 falut és településrészt fog össze: Berg (754 lakos), Ebenberg (8), Emberg (129), Emberg Alm (16), Feistritz (139), Frallach (78), Goppelsberg (43), Oberberg (85), Schlußnig (54).
A környező települések: nyugatra Dellach im Drautal, keletre Greifenburg, délkeletre Kirchbach, délnyugatra Dellach.

## Története
Berg első említése (Perige formában) 1267/68-ból való a szomszédos Greifenburg várának birtokai között. Neve (Bergbau - bányászat) a környező dellachi és gnoppnitzi ezüst- és rézbányákra utal. A területén talált legkorábbi kultúrnyom annak a római útnak a maradványai, amely a Dellach területén álló valamikori bányásztelepüléshez vezetett a Gail völgyében. Az út köveire ma is rá lehet bukkanni a Jauken déli lejtőin. A falu középkori jelentőségét Szt. Atanáznak szentelt zarándoktemploma adta.
Az önkormányzat 1849-ben jött létre, amikor Berg és Goppelsberg katasztrális községeket ez előbbi neve alatt egyesítették. 1864-ben hozzácsatolták az addig önálló Emberget. Mai nevét 1965-ben kapta. 

## Lakosság
A bergi önkormányzat területén 2016 januárjában 1315 fő élt, ami némi csökkenést jelent a 2001-es 1373 lakoshoz képest. Akkor a helybeliek 97,9%-a volt osztrák állampolgár. 93,2%-uk katolikusnak, 2,5% evangélikusnak, 1,9% muszlimnak, 1,5% pedig felekezeten kívülinek vallotta magát.

## Látnivalók
- a késő román stílusban épült Mária születése-plébániatemplom első említése 1267-ből való. A 15. század második felében megerődítették.
- a Szt. Atanáz-templomot 1443-ban említik először, de feltehetően egy jóval régebbi szentély helyére épült. Belterében római sírkövek maradványai láthatóak. Eredetileg Szt. Nonosiusnak szentelték, akinek elsősorban Bajorországban és Karintiában volt kultusza. A 18. századtól Szt. Atanáz lett a templom védőszentje.

## Híres bergiek
- Alois Hotschnig (1959-) író
- Carmen Thalmann (1989-) alpesi síző

## Testvértelepülések
Lohfelden, Németország

## Fordítás
- Ez a szócikk részben vagy egészben  a   Berg im Drautal című német Wikipédia-szócikk ezen változatának fordításán alapul.  Az eredeti cikk szerkesztőit annak laptörténete sorolja fel. Ez a jelzés csupán a megfogalmazás eredetét és a szerzői jogokat jelzi, nem szolgál a cikkben szereplő információk forrásmegjelöléseként.